# Sulaiman Masomi

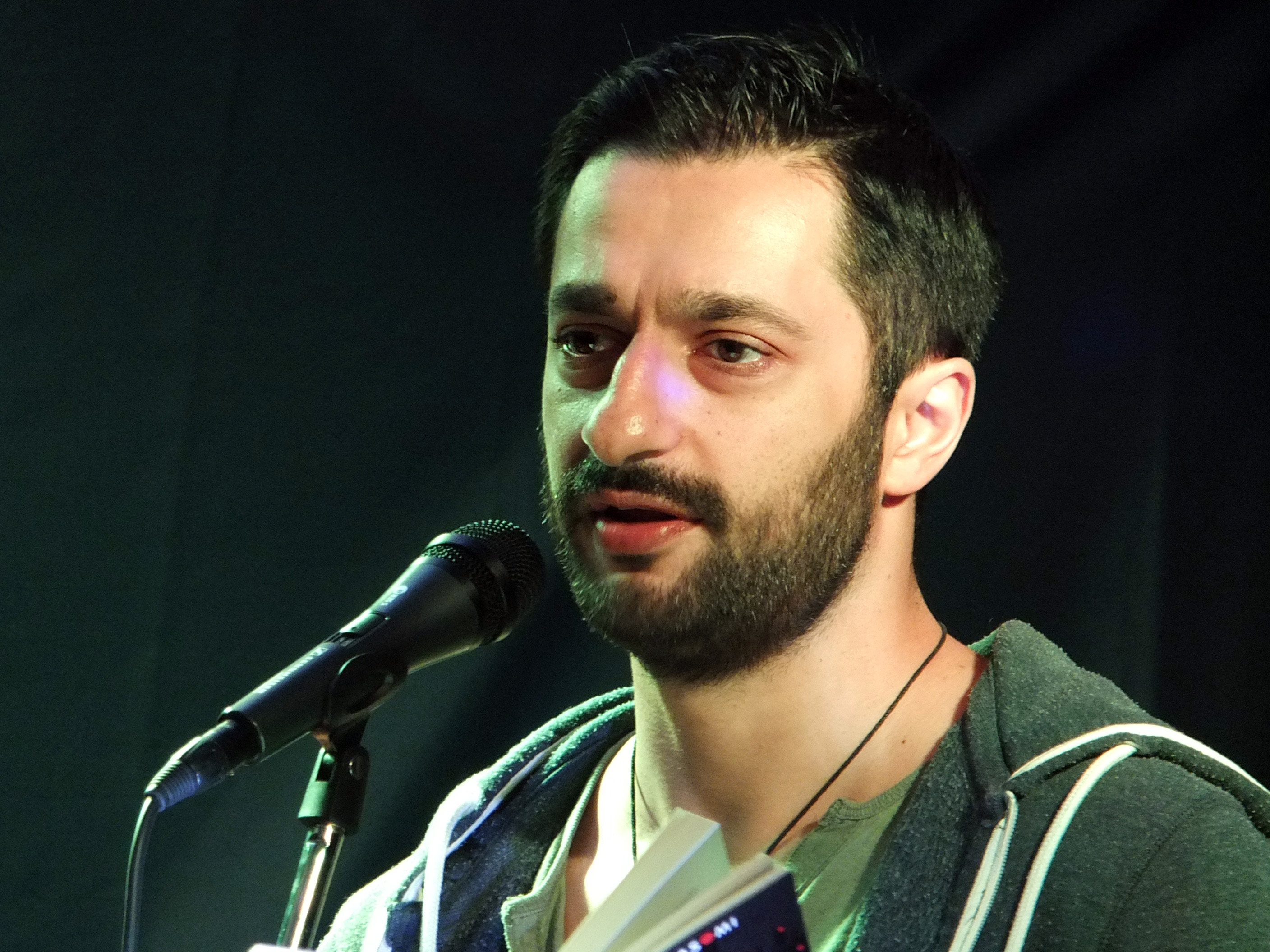
Sulaiman Masomi 2016

Sulaiman Masomi (* 18. November 1979 in Kabul) ist ein afghanisch-deutscher Autor, Rapper und Poetry-Slam-Interpret.
Masomi wurde 1979 in Kabul geboren und wuchs in Krefeld auf. Er hat ein Magisterstudium der Allgemeinen Literaturwissenschaften, Medienwissenschaften und in Kulturwissenschaftlicher Anthropologie an der Universität Paderborn abgeschlossen. Dort gründete er die Open-Stage-Lesebühne Lyriker Lounge. Er absolvierte bisher mehr als 1000 Auftritte im gesamten deutschsprachigen Raum.
Nach seinem Bucherfolg „Ein Kanake sieht rot“ schickte ihn das Goethe-Institut nach Kairo, Mexiko-Stadt, San Francisco,  Riga und Jerusalem.
2009 wurde seine erste Live-CD mit dem Titel: „Immer der Nase nach“ (Lektora, Paderborn) veröffentlicht und 2012 seine wissenschaftliche Arbeit „Poetry Slam - Eine orale Kultur zwischen Tradition und Moderne“. Im Jahr 2013 wurde er in Essen beim NRW-Slam Poetry Slam-Landesmeister Nordrhein-Westfalens. Seit 2017 ist er Jurymitglied für den Bundeswettbewerb der Berliner Festspiele. 2018 gewann er in Passau das große Scharfrichterbeil. 2019 erhielt er den Herborner Schlumpeweck. 2020 wurde er mit dem Förderpreis Mindener Stichling ausgezeichnet.
Masomi lebt und arbeitet derzeit in Köln. Masomi rappt in der Hip-Hop-Formation Letzte Reihe und ist Mitglied der Dortmunder Lesebühne LMBN.

## Werke
- Poetry Slam – Eine orale Kultur zwischen Tradition und Moderne. Lektora-Verlag, Paderborn 2012, ISBN 978-3-938470-84-8.
- Ein Kanake sieht rot. Lektora-Verlag, Paderborn 2014, ISBN 978-3-95461-019-8.

Beiträge in:
- Wolf Hogekamp, Björn Högsdal (Hrsg.): 155 Kurze: eine gar nicht so kurze Sammlung der besten Kurz-Texte des Poetry Slam. Lektora-Verlag, 2012, ISBN 978-3-938470-79-4.
- Kampf der Künste (Hrsg.): Best of Poetry Slam #1. Talent-Kultur, 2014, ISBN 978-3-00-046941-1.
- Karsten Strack (Hrsg.): Die ultimative Poetry-Slam-Anthologie. Lektora-Verlag, 2014, ISBN 978-3-95461-030-3.

## CD
- Immer der Nase nach, Lektora-Verlag. 2009.